# Lista över avsnitt av Läderlappen
Detta är en lista över alla avsnitt av den parodiartade TV-serien Läderlappen, med Adam West i huvudrollen. Serien visades ursprungligen mellan åren 1966 och 1968.

## Säsonger
| Säsong | Säsong | Episoder | Ursprungligen sänt |
| ------ | ------ | -------- | ------------------ |
|        | 1      | 34       | 1966               |
|        | 2      | 60       | 1966–1967          |
|        | 3      | 26       | 1967–1968          |

### Säsong 1: 1966
| Episod | Titel                                                                        | Sändningsdatum                    | Skurk(ar)        | Skådespelare     |
| ------ | ---------------------------------------------------------------------------- | --------------------------------- | ---------------- | ---------------- |
| 1 2    | Hi Diddle Riddle Smack in the Middle                                         | 12 januari 1966 13 januari 1966   | Gåtan            | Frank Gorshin    |
| 3 4    | Fine Feathered Finks The Penguin's a Jinx                                    | 19 januari 1966 20 januari 1966   | Pingvinen        | Burgess Meredith |
| 5 6    | The Joker Is Wild Batman Is Riled                                            | 26 januari 1966 27 januari 1966   | Jokern           | Cesar Romero     |
| 7 8    | Instant Freeze Rats Like Cheese                                              | 2 februari 1966 3 februari 1966   | Frysaren         | George Sanders   |
| 9 10   | Zelda The Great A Death Worse Than Fate                                      | 9 februari 1966 10 februari 1966  | Zelda, den stora | Anne Baxter      |
| 11 12  | A Riddle a Day Keeps the Riddler Away When the Rat's Away the Mice Will Play | 16 februari 1966 17 februari 1966 | Gåtan            | Frank Gorshin    |
| 13 14  | The Thirteenth Hat Batman Stands Pat                                         | 23 februari 1966 24 februari 1966 | Hattmakaren      | David Wayne      |
| 15 16  | The Joker Goes to School He Meets His Match, The Grisly Ghoul                | 2 mars 1966 3 mars 1966           | Jokern           | Cesar Romero     |
| 17 18  | True or False-Face Holy Rat Race                                             | 9 mars 1966 10 mars 1966          | Bluffansiktet    | Malachi Throne   |
| 19 20  | The Purr-fect Crime* Better Luck Next Time*                                  | 16 mars 1966 17 mars 1966         | Kattkvinnan      | Julie Newmar     |
| 21 22  | The Penguin Goes Straight Not Yet, He Ain't                                  | 23 mars 1966 24 mars 1966         | Pingvinen        | Burgess Meredith |
| 23 24  | The Ring of Wax Give 'Em the Axe                                             | 30 mars 1966 31 mars 1966         | Gåtan            | Frank Gorshin    |
| 25 26  | The Joker Trumps an Ace Batman Sets the Pace                                 | 6 april 1966 7 april 1966         | Jokern           | Cesar Romero     |
| 27 28  | The Curse of Tut The Pharaoh's in a Rut                                      | 13 april 1966 14 april 1966       | Tutankhamon      | Victor Buono     |
| 29 30  | The Bookworm Turns While Gotham City Burns                                   | 20 april 1966 21 april 1966       | Bokmalen         | Roddy McDowall   |
| 31 32  | Death in Slow Motion The Riddler's False Notion                              | 27 april 1966 28 april 1966       | Gåtan            | Frank Gorshin    |
| 33 34  | Fine Finny Fiends Batman Makes the Scenes                                    | 4 maj 1966 5 maj 1966             | Pingvinen        | Burgess Meredith |

Detta avsnittspar släpptes även som ett stereoskopiskt set till View-Master.*

### Säsong 2: 1966–1967
| Episod   | Titel                                                                         | Sändningsdatum                                  | Skurk(ar)                            | Skådespelare                         |
| -------- | ----------------------------------------------------------------------------- | ----------------------------------------------- | ------------------------------------ | ------------------------------------ |
| 35 36    | Shoot a Crooked Arrow Walk the Straight and Narrow                            | 7 september 1966 8 september 1966               | Skytten                              | Art Carney                           |
| 37 38    | Hot Off the Griddle The Cat and the Fiddle                                    | 14 september 1966 15 september 1966             | Kattkvinnan                          | Julie Newmar                         |
| 39 40    | The Minstrel's Shakedown Barbecued Batman?                                    | 21 september 1966 22 september 1966             | Barden                               | Van Johnson                          |
| 41 42    | The Spell of Tut Tut's Case is Shut                                           | 28 september 1966 29 september 1966             | Tutankhamon                          | Victor Buono                         |
| 43 44    | The Greatest Mother of Them All Ma Parker                                     | 5 oktober 1966 6 oktober 1966                   | Ma Parker Kattkvinnan (cameo)        | Shelley Winters Julie Newmar (cameo) |
| 45 46    | The Clock King's Crazy Crimes The Clock King Gets Crowned                     | 12 oktober 1966 13 oktober 1966                 | Klockkungen                          | Walter Slezak                        |
| 47 48    | An Egg Grows in Gotham The Yegg Foes in Gotham                                | 19 oktober 1966 20 oktober 1966                 | Äggskallen                           | Vincent Price                        |
| 49 50    | The Devil's Fingers The Dead Ringers                                          | 26 oktober 1966 27 oktober 1966                 | Chandell Harry                       | Liberace                             |
| 51 52    | Hizzonner the Penguin Dizzoner the Penguin                                    | 2 november 1966 3 november 1966                 | Pingvinen                            | Burgess Meredith                     |
| 53 54    | Green Ice Deep Freeze                                                         | 9 november 1966 10 november 1966                | Frysaren                             | Otto Preminger                       |
| 55 56    | (The Impractical Joker) (The Joker's Provokers)                               | 16 november 1966 17 november 1966               | Jokern                               | Cesar Romero                         |
| 57 58    | Marsha, Queen of Diamonds Marsha's Scheme of Diamonds                         | 23 november 1966 24 november 1966               | Marsha, diamantdrottningen           | Carolyn Jones                        |
| 59 60    | Come Back, Shame It's How You Play the Game                                   | 30 november 1966 1 december 1966                | Shame                                | Cliff Robertson                      |
| 61 62    | The Penguin's Nest The Bird's Last Jest                                       | 7 november 1966 8 december 1966                 | Pingvinen                            | Burgess Meredith                     |
| 63 64    | The Cat's Meow The Bat's Kow Tow                                              | 14 december 1966 15 december 1966               | Kattkvinnan                          | Julie Newmar                         |
| 65 66    | The Puzzles Are Coming The Duo is Slumming                                    | 21 december 1966 22 december 1966               | Pusslaren                            | Maurice Evans                        |
| 67 68    | The Sandman Cometh The Catwoman Goeth                                         | 28 december 1966 29 december 1966               | John Blund Kattkvinnan               | Michael Rennie Julie Newmar          |
| 69 70    | The Contaminated Cowl The Mad Hatter Runs Afoul                               | 4 januari 1967 5 januari 1967                   | Hattmakaren                          | David Wayne                          |
| 71 72 73 | The Zodiac Crimes The Joker's Hard Times The Penguin Declines                 | 11 januari 1967 12 januari 1967 18 januari 1967 | Jokern Pingvinen                     | Cesar Romero Burgess Meredith        |
| 74 75    | That Darn Catwoman Scat! Darn Catwoman                                        | 19 januari 1967 25 januari 1967                 | Kattkvinnan                          | Julie Newmar                         |
| 76 77 78 | Penguin Is a Girl's Best Friend Penguin Sets a Trend Penguin's Disastrous End | 26 januari 1967 1 februari 1967 2 februari 1967 | Pingvinen Marsha, diamantdrottningen | Burgess Meredith Carolyn Jones       |
| 79 80    | Batman's Anniversary A Riddling Controversy                                   | 8 februari 1967 9 februari 1967                 | Gåtan                                | John Astin                           |
| 81 82    | The Joker's Last Laugh The Joker's Epitaph                                    | 15 februari 1967 16 februari 1967               | Jokern                               | Cesar Romero                         |
| 83 84    | Catwoman Goes to College Batman Displays His Knowledge                        | 22 februari 1967 23 februari 1967               | Kattkvinnan                          | Julie Newmar                         |
| 85 86    | A Piece of the Action Batman's Satisfaction*                                  | 1 mars 1967 2 mars 1967                         | Colonel Gumm                         | Roger C. Carmel                      |
| 87 88    | King Tut's Coup Batman's Waterloo                                             | 8 mars 1967 9 mars 1967                         | Tutankhamon                          | Victor Buono                         |
| 89 90    | Black Widow Strikes Again Caught in the Spider's Den                          | 15 mars 1967 16 mars 1967                       | Svarta änkan                         | Tallulah Bankhead                    |
| 91 92    | Pop Goes the Joker Flop Goes the Joker                                        | 22 mars 1967 23 mars 1967                       | Jokern                               | Cesar Romero                         |
| 93 94    | Ice Spy The Duo Defy                                                          | 29 mars 1967 30 mars 1967                       | Frysaren                             | Eli Wallach                          |

Den riktiga gäststjärnan i det här avsnittet är inte Roger C. Carmel (Col. Gumm), utan snarare Van Williams (Gröna bålgetingen) och Bruce Lee (Kato), i en crossover av deras egen serie, som misstänks vara brottslingar istället för brottsbekämpare av den dynamiska duon och Gothams polis.*

### Säsong 3: 1967–1968
| Episod      | Titel                                                        | Sändningsdatum                                    | Skurk(ar)                                              | Skådespelare                        |
| ----------- | ------------------------------------------------------------ | ------------------------------------------------- | ------------------------------------------------------ | ----------------------------------- |
| 95          | Enter Batgirl, Exit Penguin                                  | 14 september 1967                                 | Pingvinen                                              | Burgess Meredith                    |
| 96          | Ring Around the Riddler                                      | 21 september 1967                                 | Gåtan Sirenen                                          | Frank Gorshin Joan Collins          |
| 97          | The Wail of the Siren                                        | 28 september 1967                                 | Sirenen                                                | Joan Collins                        |
| 98 99       | The Sport of Penguins A Horse of Another Color               | 5 oktober 1967 12 oktober 1967                    | Pingvinen Lola Lasagne                                 | Burgess Meredith Ethel Merman       |
| 100         | The Unkindest Tut of All                                     | 19 oktober 1967                                   | Tutankhamon                                            | Victor Buono                        |
| 101         | Louie, the Lilac                                             | 26 oktober 1967                                   | Lila Louie                                             | Milton Berle                        |
| 102 103     | The Ogg and I How to Hatch a Dinosaur                        | 2 november 1967 9 november 1967                   | Äggskallen Olga, kosackdrottningen                     | Vincent Price Anne Baxter           |
| 104         | Surf's Up! Joker's Under!                                    | 16 november 1967                                  | Jokern                                                 | Cesar Romero                        |
| 105 106 107 | The Londinium Larcenies The Foggiest Notion The Bloody Tower | 23 november 1967 30 november 1967 7 december 1967 | Lord Marmaduke Ffogg Fru Prudence Fru Penelope Peasoup | Rudy Vallee Lyn Peters Glynis Johns |
| 108         | Catwoman's Dressed to Kill                                   | 14 december 1967                                  | Kattkvinnan                                            | Eartha Kitt                         |
| 109         | The Ogg Couple                                               | 21 december 1967                                  | Äggskallen Olga, kosackdrottningen                     | Vincent Price Anne Baxter           |
| 110 111     | The Funny Feline Felonies The Joke's on Catwoman             | 28 december 1967 4 januari 1968                   | Jokern Kattkvinnan                                     | Cesar Romero Eartha Kitt            |
| 112         | Louie's Lethal Lilac Time                                    | 11 januari 1968                                   | Lila Louie                                             | Milton Berle                        |
| 113         | Nora Clavicle and the Ladies' Crime Club                     | 18 januari 1968                                   | Nora Clavicle                                          | Barbara Rush                        |
| 114         | Penguin's Clean Sweep                                        | 25 januari 1968                                   | Pingvinen                                              | Burgess Meredith                    |
| 115 116     | The Great Escape The Great Train Robbery                     | 1 februari 1968 8 februari 1968                   | Shame Calamity Jan                                     | Cliff Robertson Dina Merrill        |
| 117         | I'll Be a Mummy's Uncle                                      | 22 februari 1968                                  | Tutankhamon                                            | Victor Buono                        |
| 118         | The Joker's Flying Saucer                                    | 29 februari 1968                                  | Jokern                                                 | Cesar Romero                        |
| 119         | The Entrancing Dr. Cassandra                                 | 7 mars 1968                                       | Dr. Cassandra Spellcraft Cabala                        | Ida Lupino Howard Duff              |
| 120         | Minerva, Mayhem and Millionaires                             | 14 mars 1968                                      | Minerva                                                | Zsa Zsa Gabor                       |

### Fotnoter
1. ↑  ”Batman” (på engelska). TV.com. Arkiverad från originalet den 11 december 2015. https://web.archive.org/web/20151211174025/http://www.tv.com/shows/batman-adam-west/. Läst 19 december 2015.